# Jabad en el Campus
Jabad en el Campus Internacional, es una división de Merkos L'Inyonei Chinuch, el brazo educativo del movimiento Jabad-Lubavitch. Es una organización judía y lleva a cabo su actividad en los campus universitarios, tiene sucursales en 185 campus ubicados en América del Norte.

## Misión
Jabad en el Campus Internacional asiste a los centros locales de Jabad internacionalmente, incluyendo apoyo logístico y entrenamiento para el personal, así como una programación centralizada. La fundación ofrece becas para animar a los programadores locales.

## Historia
La primera Casa de Jabad en un campus se encontraba en la universidad UCLA de Los Ángeles en 1969. Desde el año 2001, la presencia de Jabad en el campus se ha triplicado, y se han creado 78 nuevos centros. En agosto de 2015, Jabad en el Campus anunció que 19 parejas de emisarios serían enviadas a diferentes escuelas de los EE. UU., para inaugurar nuevos centros culturales judíos. Jabad mencionó el creciente antisemitismo como uno de los motivos para su expansión.